# Bicester Heritage
Bicester Heritage est un campus d'affaires du Royaume-Uni situé dans l'Oxfordshire en Angleterre. C'est le premier et seul pôle dédié à l'excellence de l'automobile historique et de l'aviation historique dans le pays. C'est également un centre national établi pour l'industrie. Ce campus, qui se veut l’avenir de l’automobile de collection, est installé sur la base de bombardiers de la RAF de la Seconde guerre mondiale la mieux préservée du royaume, au nord de Bicester, un ancien établissement romain devenu centre économique puis ville de garnison,,.

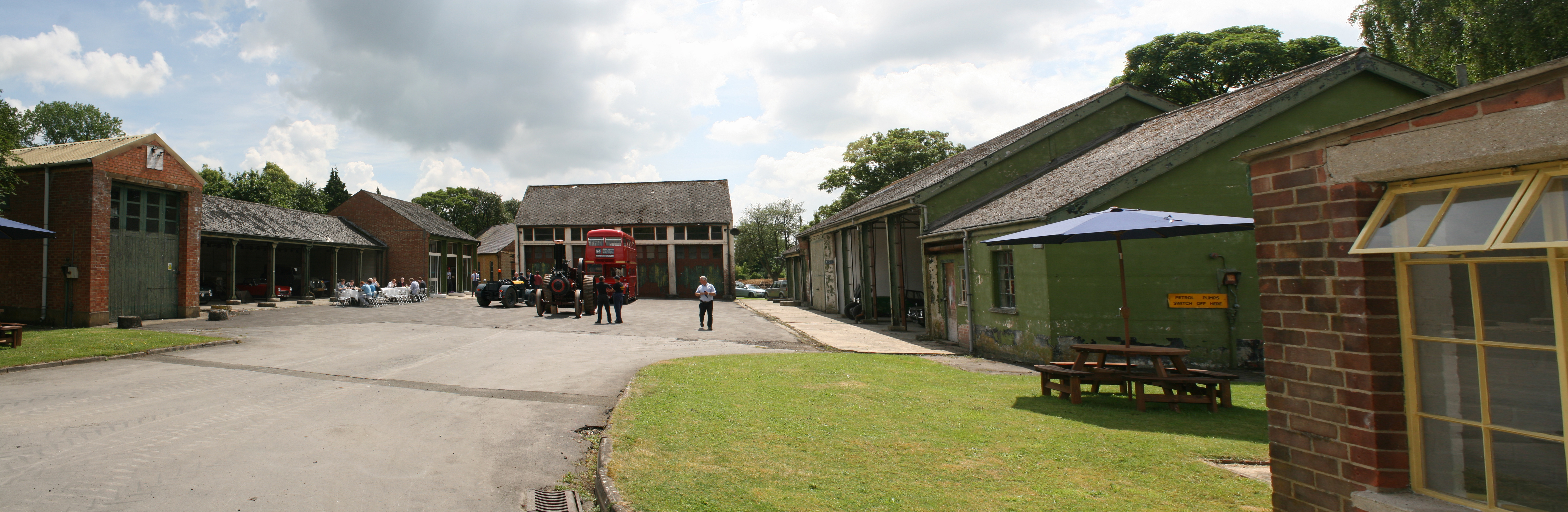
Le Motor Transport Yard entre Main Drive et Southern Avenue au cœur de Bicester Heritage, ancienne base RAF.

## Histoire

### Bicester Heritage

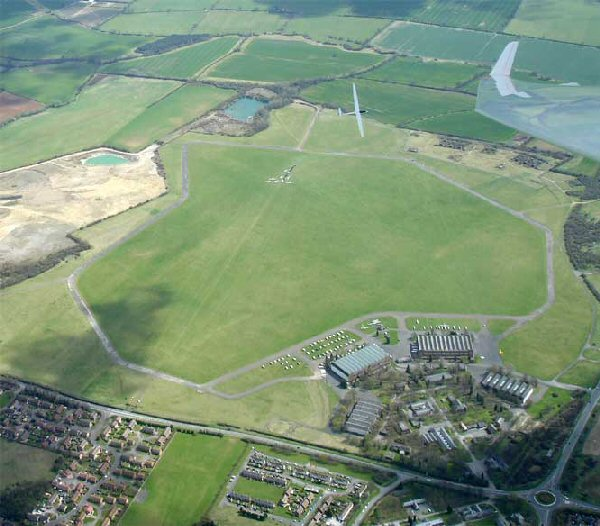
Photographie aérienne de l'aérodrome de Bicester avec, en bas à droite du site, les bâtiments historiques occupés par Bicester Heritage aujourd'hui.

Bicester Heritage est une révolution pour les possesseurs de véhicules historiques. Ce site unique installé sur une base aérienne militaire abandonnée à l'image des circuits de Silverstone et de Goodwood, est le seul pôle d’excellence automobile historique du Royaume-Uni. C'est également le centre national d’une industrie de 18 milliards de livres sterling par an qui emploie plus de 34 000 personnes. Bicester Heritage accueille plus de 500 emplois hautement qualifiés, depuis les ingénieurs qui restaurent soigneusement les véhicules classiques dans leurs ateliers, jusqu'aux sièges sociaux nationaux d'entreprises à la pointe de l'innovation. Cette communauté unique et prospère dispose d'équipements et d'installations tels que les pistes d'essais et l'aérodrome, et accueille des événements réguliers et amusants avec plus de 200 000 visiteurs par an.

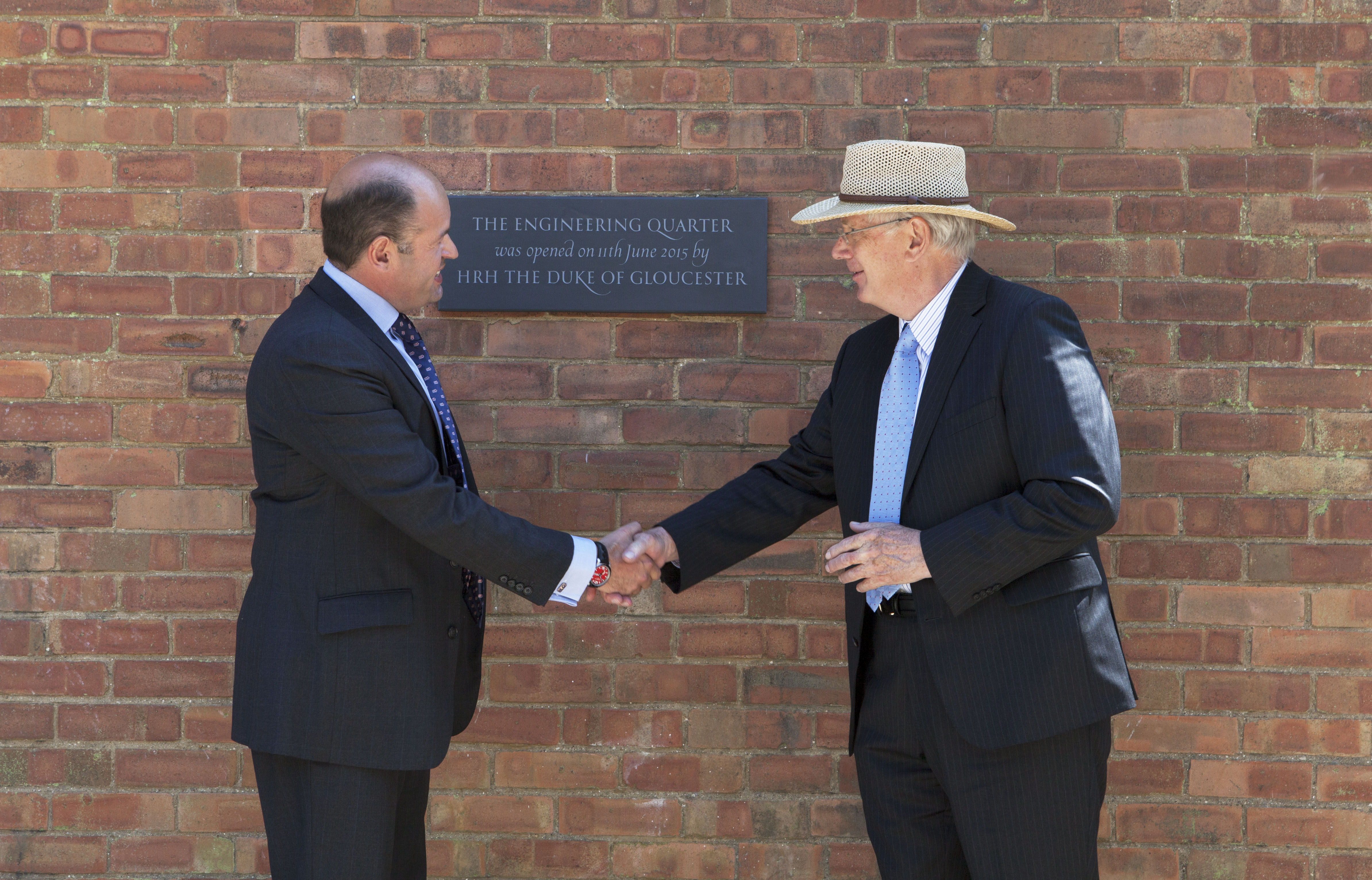
S.A.R. le duc de Gloucester, Richard de Gloucester, dévoilant une plaque à Bicester Heritage le 11 juin 2015 pour l'ouverture officielle de The engireering quarter.

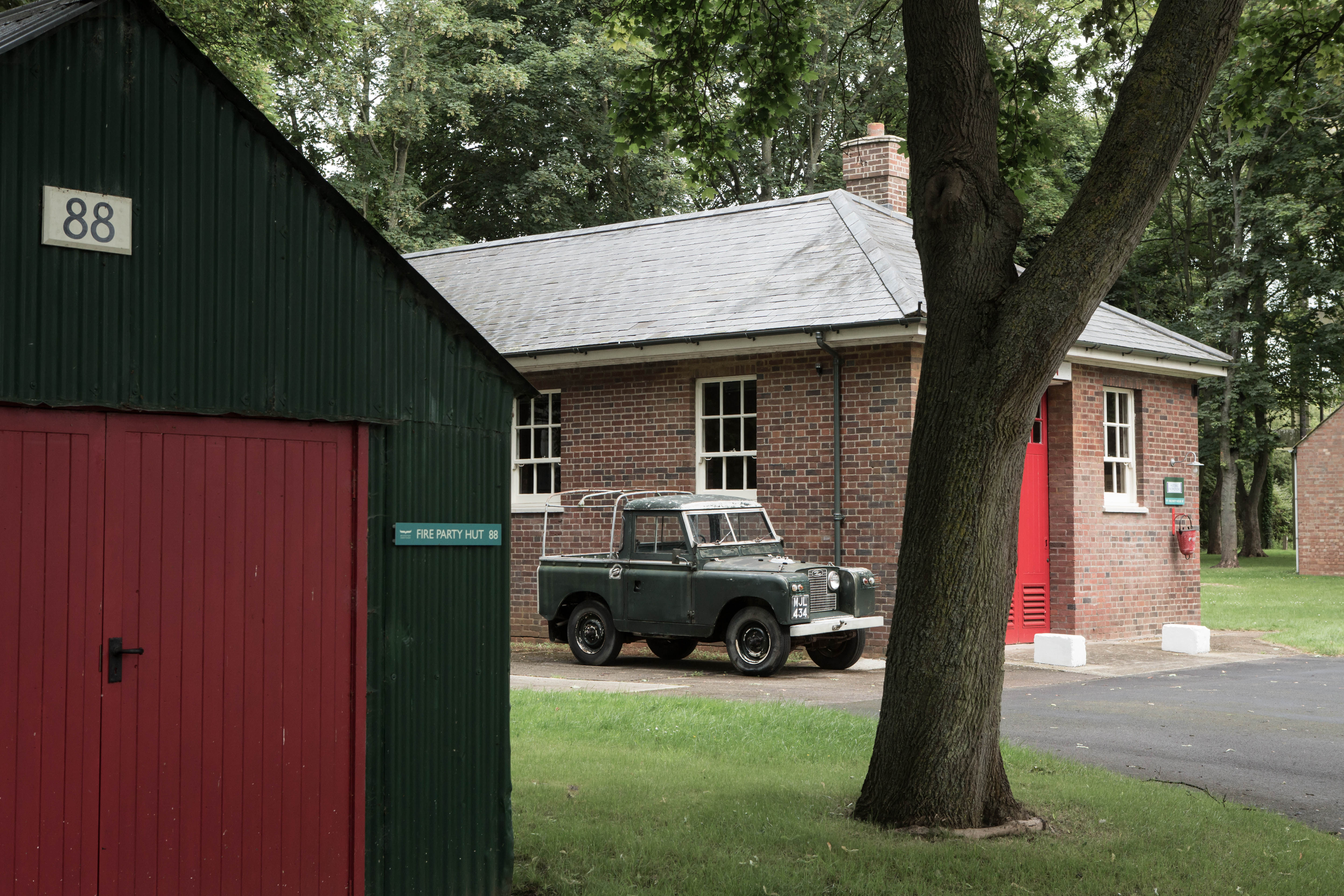
Des bâtiments restaurés de Bicester Heritage.

Fondé en 2013, le campus de Bicester Heritage sous l'égide de Bicester Motion, sa société mère, connaît un début stable avec plus de 50 entreprises spécialisées. Il a ensuite une croissance avec un chiffre d'affaires collectif de plus de 100 millions de livres sterling, ce qui en fait le plus grand acteur du secteur au Royaume-Uni. Il est appelé à encore croître de façon exponentielle avec une portée mondiale. Cet écosystème unique d'entreprises est installé sur la base d'entraînement de bombardiers de la RAF de la Seconde guerre mondiale, avec une surface de 1.797 km2 (444 acres). Il agit comme un cluster semblable à une marina, présentant au public des événements spéciaux tels que le Scramble. Il habrite des professionnels qui préservent l'histoire de l'automobile et des spécialistes de renommée mondiale de l'industrie automobile. Collectivement, les entreprises installées au Bicester Heritage telle que Singer Vehicle Design, la société californienne qui modifie des Porsche 911 avec des éléments modernes en conservant le charme d'antan des voitures, ont pour objectif de « conduire l'avenir du passé ».
L’emplacement géographique de Bicester Heritage, qui injecte 1,86 milliard de livres sterling dans l'économie locale, est essentiel car Bicester est l'une des villes à la croissance la plus rapide d'Europe, avec des connexions routières, ferroviaires et aériennes inégalées. De plus, Bicester est située à proximité immédiate d'Oxford, une ville de renommée mondiale à moins de 30 minutes en voiture ou 15 minutes en train, et à 90 minutes de route des plus de 30 millions d'habitants du Grand Londres. Le circuit de Silverstone se trouve quant à lui au nord-est de Bicester Heritage, à 21 km par la route,.
En 2011, le site de Bicester Heritage, anciennement RAF Bicester, est désigné « site de développement stratégique ». Il est adopté dans le Cherwell Local Plan 2015 for ‘Tourism Development’, le plan local du district de Cherwell pour le développement touristique, qui soutient l'utilisation du tourisme patrimonial, les loisirs, l'emploi et les usages communautaires, notamment le développement d'installations hôtelières et de conférences.
L'objectif de Bicester Heritage est d'assurer l'accessibilité de l'automobile de collection en entretenant une communauté de spécialistes et en créant un centre international d'excellence pour l'automobile, passée, présente et future. Les opportunités d'apprentissage sur son site permettent le transfert de compétences et de connaissances, grâce à l'innovation et à la technologie automobile.
Bicester Heritage est ancré dans la « vallée du sport automobile » du Royaume-Uni. C'est devenu une destination renommée pour les passionnés d’automobiles anciennes, avec un centre d’excellence mondial pour la conservation, l’ingénierie et le développement des voitures.
Le 21 août 2024, Daniel Geoghegan, le PDG de Bicester Heritage, annonce qu'une piste de karting va être construite sur deux niveaux à l’intérieur du Hangar 137 de 2 880 m² avec un accès depuis Skimmingdish Lane. Une demande de planification a été soumise au conseil du district de Cherwell pour le changement d'utilisation proposé afin de fournir une utilisation viable à long terme mais aussi faciliter la réparation et la conservation du hangar. En partenariat avec TeamSport, une société de karting en salle, Bicester Heritage va investir 6 millions de livres sterling dans ce sport automobile de base pour créer un nouveau centre de karting électrique en salle. 4 millions de livres sterling seront également injectés pour restaurer, rajeunir et conserver le tissu extérieur de ce hangar historique classé en catégorie 2. Cette nouvelle piste ultramoderne de 500 mètres d'un coût de 2 millions de livres sterling, deviendra un centre pour stimuler les talents locaux et promouvoir les filles dans le sport automobile. L'expérience de TeamSport en matière de piste de karting électrique soutiendra la stratégie de Bicester Heritage visant à stimuler la mobilité future.
D'après Hugh Chambers, PDG de Motorsport UK basé à Bicester Motion, TeamSport est un partenaire précieux qui organise les championnats britanniques de karting en salle, ce qui représente le plus grand championnat de sport automobile au monde, ainsi que le programme « Discover Your Drive » de la F1 Academy. Avec plus de 5 500 participants annuels au British Indoor Karting Championship, TeamSport offre un accès abordable au sport à travers ses ligues de course, tandis que Discover Your Drive joue un rôle révolutionnaire dans l'augmentation de la participation en karting des filles de 8 à 12 ans.
Au centre du site de Bicerster Heritage, se trouve le Motor Transport Yard (MT Yard), une petite place rectangulaire qui est le premier arrêt de la plupart des visiteurs. En 1927, le MT Yard ne comprenait que deux côtés. En 1937, le bâtiment 130 avec ses longues et larges baies qui abritent aujourd'hui le stocks de Porsche de Sports Purpose, a été ajouté pour créer une zone de travail fermée. Cet endroit a fait l'objet de nombreuses rénovations depuis 2013. Autrefois, les baies du garage étaient ouvertes aux éléments et la RAF de Bicester y abritait un grand nombre de véhicules. Par ailleurs, sur les murs des façades qui composent le MT Yard, des vieux interrupteurs de courant électrique, désormais débranchés, sont installés à divers endroits. Enfin, comme une grande partie du patrimoine de Bicester, les bâtiments 129 à 131, disposés face à face sur le MT Yard, sont classés « Grade II » par Historic England.
En octobre 2023, le plan directeur de Bicester Motion est adopté et soutenu par le conseil du district de Cherwell avec l'accord pour l'aménagement d'un quartier d'innovation au sud-est de l'aérodrome sur une surface de 92 903 m2 au sein du site. Ce projet comporte également un hôtel et un espace de nature sauvage reconstituée pour un investissement de 50 millions de livres sterling. Il y aura sept nouveaux bâtiments adaptés à la technologie de R&D et à la présentation de produits, et qui s'étendront sur des surfaces de 697 m2 à 5 574 m2.
En septembre 2024, la construction du nouveau siège social britannique de YASA, propriété de Mercedes-Benz, est officiellement lancée sur le site de Bicester Heritage. C'est un important développement sur mesure qui totalisera 8 361 m2 (90 000 pieds carrés). YASA, qui est une émanation de l'Université d'Oxford, est pionnière en matière de nouvelle technologie de propulsion électrique. L'achèvement des travaux est prévu pour l'été 2025, et sera suivi de l'aménagement de YASA. Le projet devrait offrir des opportunités d'apprentissage, des expériences de travail, du bénévolat, des événements de carrière, un engagement scolaire et des visites de sites. À cette occasion, Bicester Heritage a également dévoilé le nouveau nom de son quartier de l'innovation, The Ranges, dont les nouveaux bâtiments sont situés sur l'ancien emplacement des champs de tir de la RAF, au sud-est du site,.
Bicester Heritage ainsi que le Scramble, son événement annuel, sont soutenus par des partenaires médiatiques et financiers tels qu'Alpine, Collecting Cars, Starter Motor, Champagne Pommery, Footman James, Bremont Watch Company, The Intercooler magazine, TwentySeven Works et Armed Forces Recognition Scheme.

#### Le Hangar 113
À l'est du campus d'entreprises, en bordure des pistes de l'ancienne base se la RAF, à deux pas de la tour de contrôle, le Hangar 113 est un lieu unique et de plus en plus connu en tant qu'espace d'événements et de tournage emblématique, utilisé notamment par Aston Martin, BMW et McLaren, ainsi que tous les grands magazines automobiles et, à l'occasion, des longs métrages tels que Imitation Game sorti en 2014 (scènes où l'on voit les cryptologues travailler avec la machine d'Alan Turing pour briser le code Enigma), Darkest Hour réalisé par Joe Wright et sorti en 2017, et plus récemment Pennyworth, le préquelle de Batman diffusé entre 2019 et 2022 sur la chaîne américaine Epix. Ce bâtiment à la taille impressionnante est un hangar de la Seconde guerre mondiale classé « Grade II » en 1936. Il offre 13 716 m2 (45 000 pieds carrés) d'espace flexible pour des événements et des tournages, avec une hauteur de 11 mètres (30 pi) du sol au plafond. La structure de toit peut être utilisée pour l'habillage d'un ensemble de gréements légers et l'éclairage. Le hangar dispose d'un excellent accès via deux portes à volets roulants au nord et quatre portes vers le sud.
Le Hangar 113 est équipé d'une capacité haut débit sans fil, exploitant jusqu'à 100 mégabits par seconde. L'atrium prend en charge des points d'accès Wi-Fi haute puissance avec SSID programmable. Des points de connexion câblés supplémentaires sont disponibles à des endroits séparés autour du bâtiment. Historit, une entreprise de stockage de voitures est située dans le Hangar 108, en face du Hangar 113. De même, Vintage Tires, une société spécialiste des modèles de pneus anciens présente à Bicester Heritage, propose une vaste gamme de pneus adaptés aux voitures et motos de tous âges. À proximité du 113, une piste est disponible pour des tests ou des tournages. Il y a également un site technique disponible pour des tournages et des photographies ou bien des événements sur mesure. De plus, les clients peuvent arriver et repartir par les airs, en hélicoptère ou en avion légers privés grâce à l'aérodrome resté actif.

Vue panoramique de Bicester Heritage installé sur une ancienne base de la RAF à Bicester.

### La base de la RAF à Bicester
L'ancien site de la RAF de Bicester, sur lequel est désormais installé Bicester Heritage, est d'une importance historique nationale. Négligé pendant près de 40 ans, il a été ajouté au registre « à risque » d'Historic England en 2008 et désigné comme le plus « à risque » de tous les domaines de la défense du Royaume-Uni. Depuis le début du mandat de Bicester Heritage, plus de 95 % des bâtiments ont été délicatement restaurés ou réactivés pour un usage commercial moderne, le site étant désormais considéré comme un exemple national de conservation constructive par Historic England. La « base de distorsion temporelle » a un caractère évocateur vraiment inégalé, même les couleurs de peinture étant conformes aux normes britanniques des années 1930. Un aérodrome actif et une piste d’essai complètent son fonctionnement dynamique.

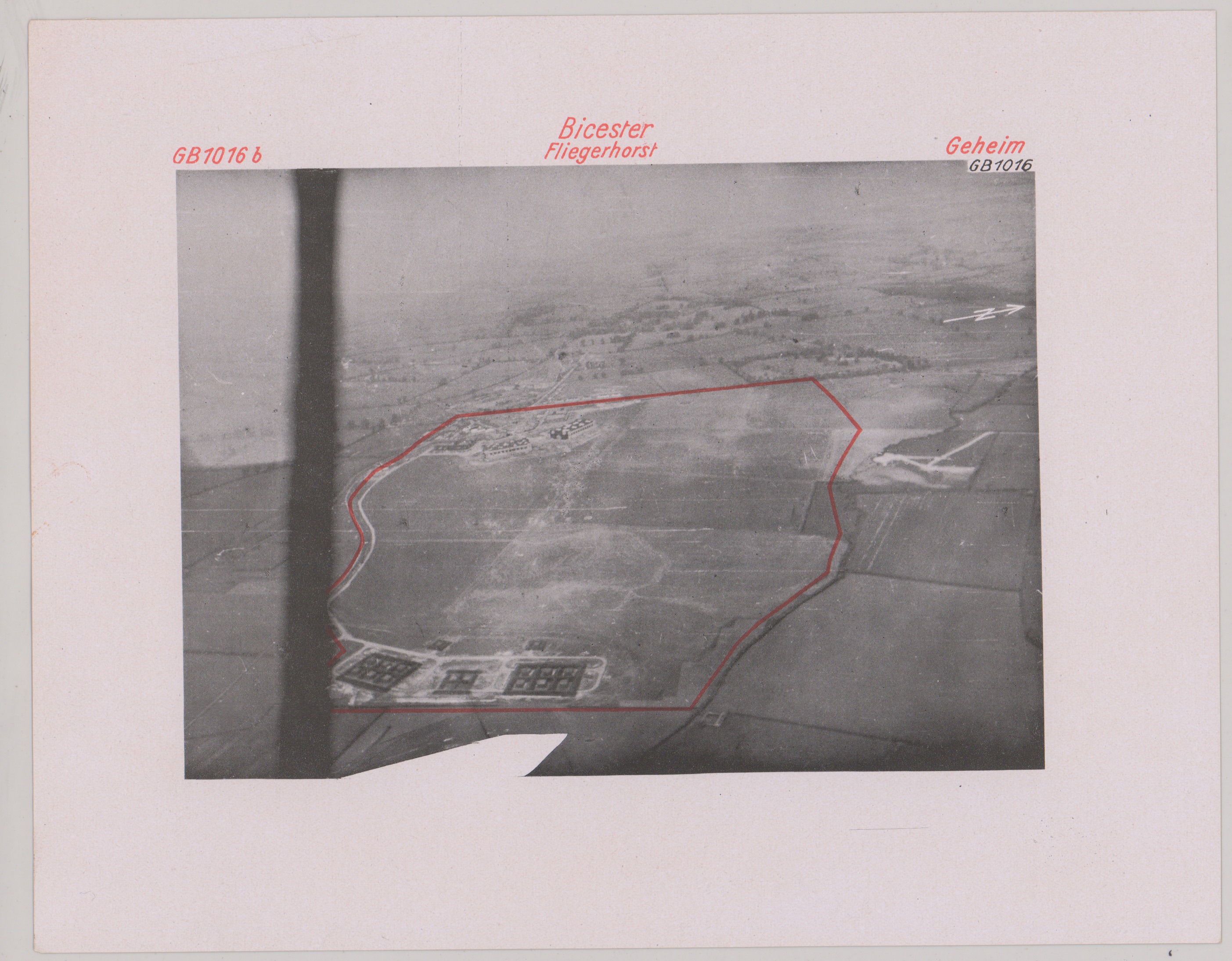
Photo de la base de la RAF de Bicester par la Luftwaffe en 1939.

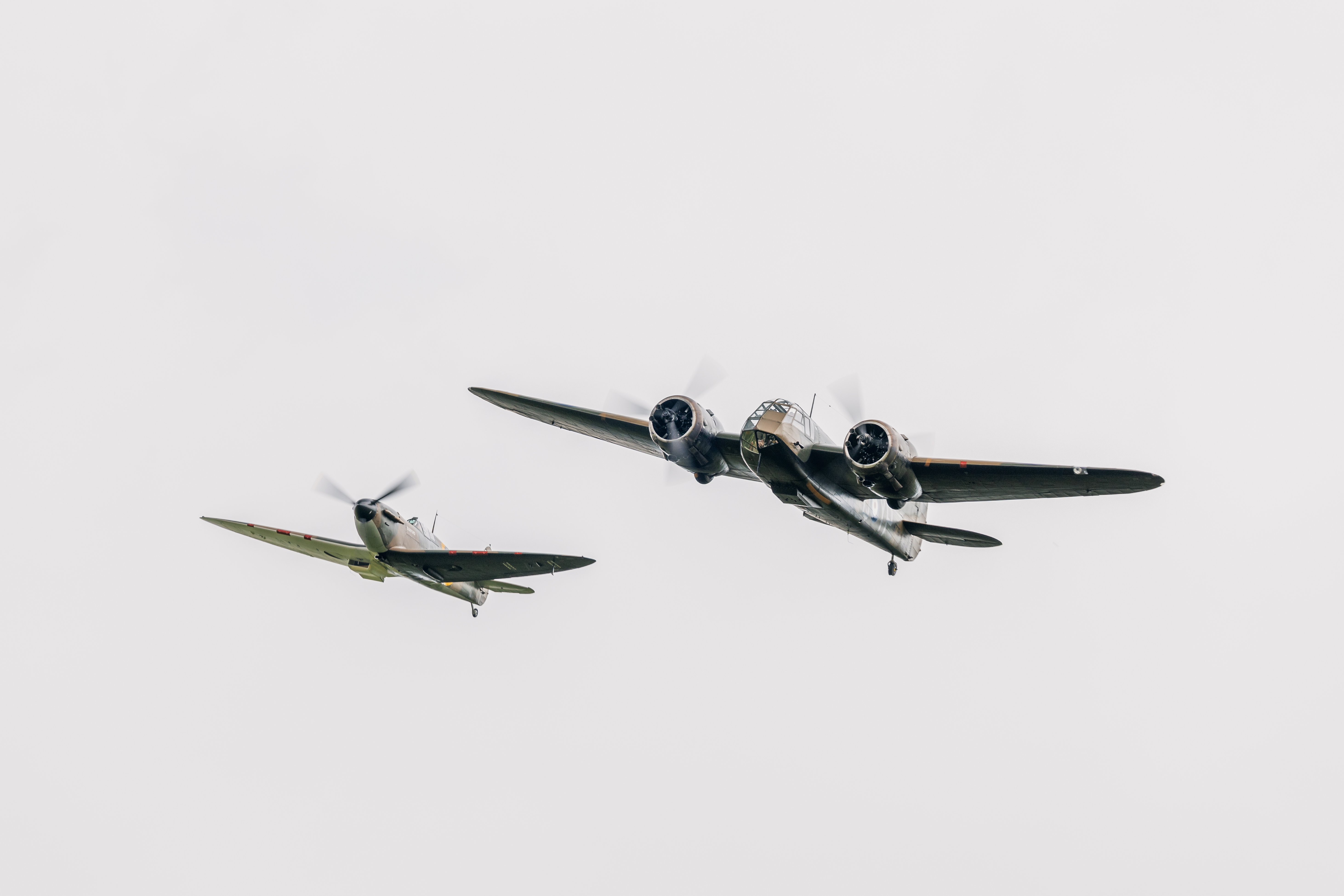
Un Bristol Blenheim lors du Flywheel Festival à Bicester Heritage en 2023.

L'histoire aérienne de Bicester est antérieure à son développement en tant que base de bombardiers. Un Bristol Boxkite y a décollé dès le 19 août 1911. Ce jour-là, le capitaine Edgar Reynolds écrit par inadvertance deux morceaux d'histoire. Après avoir décollé d'Oxford, il fait d’abord atterrir inopinément son avion sur cette grande parcelle plate d'herbe au nord de Bicester. Il devient alors le premier pilote à survivre après avoir volé à l’envers à cause d'un incident en plein vol, avant de repartir dans la soirée.
Les premiers occupants militaires de l'aérodrome sont le Royal Flying Corps qui s'installe en 1916 sur cette même parcelle près de « Station Launton », comme l'appelait Reynolds. La Royal Air Force est créée deux ans plus tard, le 1er avril 1918, et la base RAF de Bicester devient alors un centre d'entraînemente. De 1925 à 1928, l'aérodrome est transformé en une base de bombardiers ultramoderne.
En 1936, le site s'agrandit alors que le pays se prépare à la guerre avec l'Allemagne. À l'entrée en guerre de la Grande-Bretagne, la RAF de Bicester abrite des avions légendaires tels que le Hawker Hart et le Bristol Blenheim. Le premier vol du bombardier quadrimoteur Handley Page Halifax, le premier bombardier lourd de la Royal Air Force à être produit.

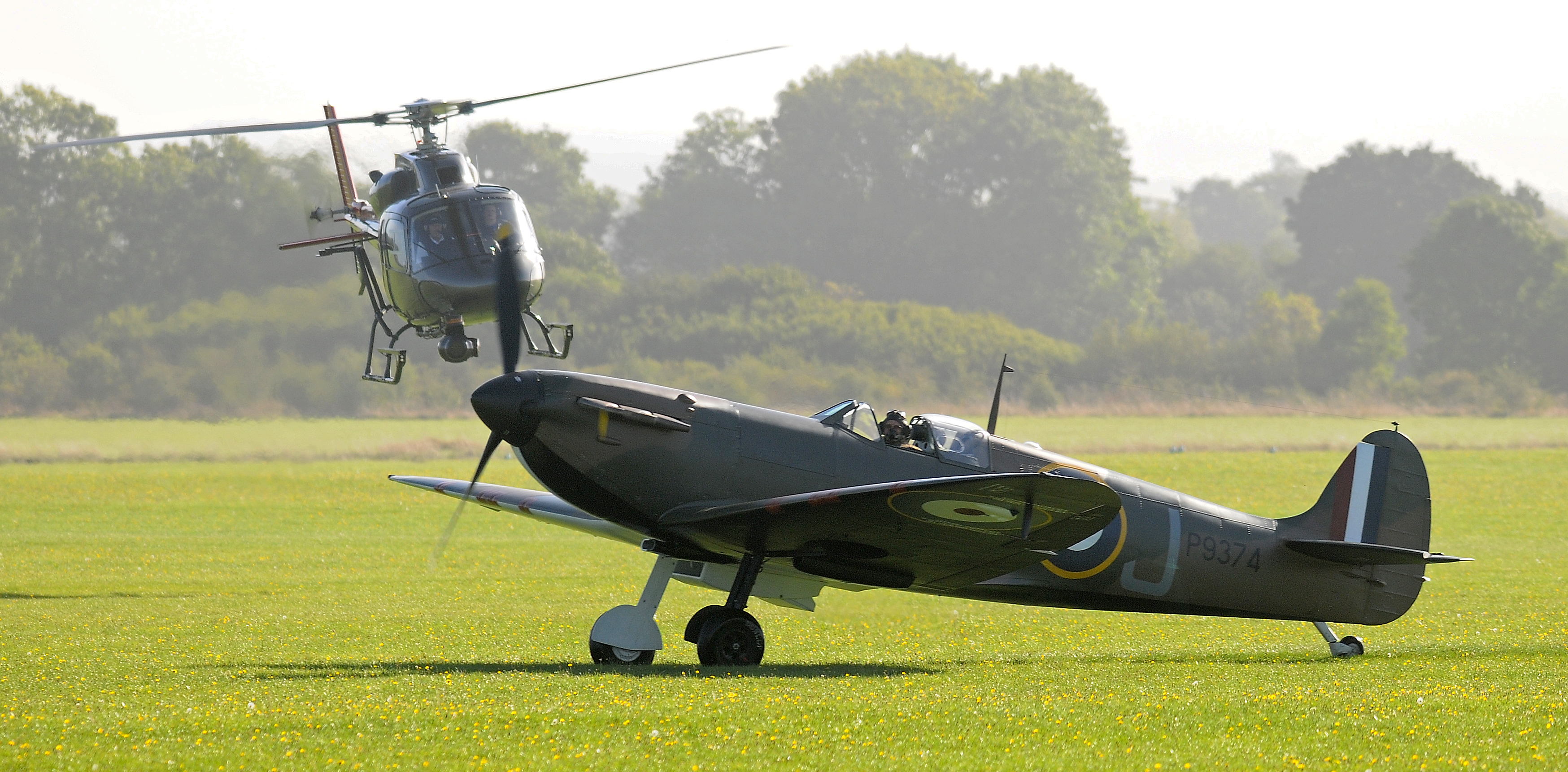
Un Spitfire filmé à Bicester Heritage depuis le sol et par un hélicoptère AS350 Écureuil.

Au moment où les Alliés sont prêts à libérer l’Europe, la formation des pilotes de planeurs et des équipages de leurs remorqueurs est en bonne voie à la RAF de Bicester. Les soldats du Glider Pilot Regiment (en) se sont entraînés à Bicester avant de partir pour le débarquement en Normandie, la bataille d'Arnhem et, éventuellement, la traversée du Rhin. Alors que le front se dirige vers Berlin, la RAF de Bicester se transforme pour devenir une unité de maintenance très active, en charge des avions et du transport automobile.
Aujourd'hui, l'ancienne base RAF de Bicester s'est à nouveau transformée. Ses bâtiments en briques rouges, conformes aux normes du Département de la Guerre, ont été restaurés et modernisés pour devenir le premier centre automobile historique du Royaume-Uni.

## Les événements organisés par Bicester Heritage
- Le Scramble, c'est-à-dire la bousculade (du dimanche), est l'occasion pour des centaines de passionnés de véhicules classiques de se réunir et de profiter d'un rassemblement détendu, en plein air avec beaucoup d'espace et d'air frais, des expositions organisées et des divertissements pour les familles. Cet événement se déroule une fois par an, un dimanche, de 9h à 14h, et attire jusqu'à 10 000 visiteurs. Les enfants bénéficient également d'une multitude de divertissements, tandis que les membres de Bicester Heritage défendent le secteur des véhicules historiques auprès de la prochaine génération de futurs passionnés[2]. Lors de chaque édition, le Little Top est un lieu populaire proposant aux enfants des activités et des travaux manuels gratuits, tandis que le Joystick Club offre la possibilité de pédaler sur de petits avions et de construire des petits objets volants, alors que Mini Lander Driving Experience donne un avant-goût de la conduite d'un Land Rover[7].

- Le Flywheel Festival : comme lors du Scramble Sunday, le public a l'occasion de visiter la base d'entraînement des bombardiers de la RAF de la Seconde guerre mondiale la mieux préservée du Royaume-Uni, ainsi que les hangars et ateliers des spécialistes de ces avions qui ont élu domicile à Bicester Heritage. Les visiteurs peuvent ainsi voir et entendre une grande partie de leur travail en action avec des démonstrations[10].

- Le Rollhard, un événement qui célèbre les véhicules customisés, personnalisés et améliorés.

- Depuis 2018, début décembre de chaque année, le Porsche Club GB organise le Porsche Christmas Fair au Bicester Heritage, dans le Hangar 113, pour une célébration saisonnière de tout ce qui concerne Porsche et célébrer la fête de Noël par anticipation sur l'ancien aérodrome de la RAF de la Seconde Guerre mondiale devenu centre de voitures classiques. Cette fête est destinée à tous les passionnés de Porsche et leurs familles. L'équipe « Collecting Cars » est alors présente à l'intérieur du hangar avec des lots exposés en direct sur la plateforme de vente aux enchères du Porsche Club GB. Les propriétaires de Porsche peuvent venir exposer leur voiture[11].

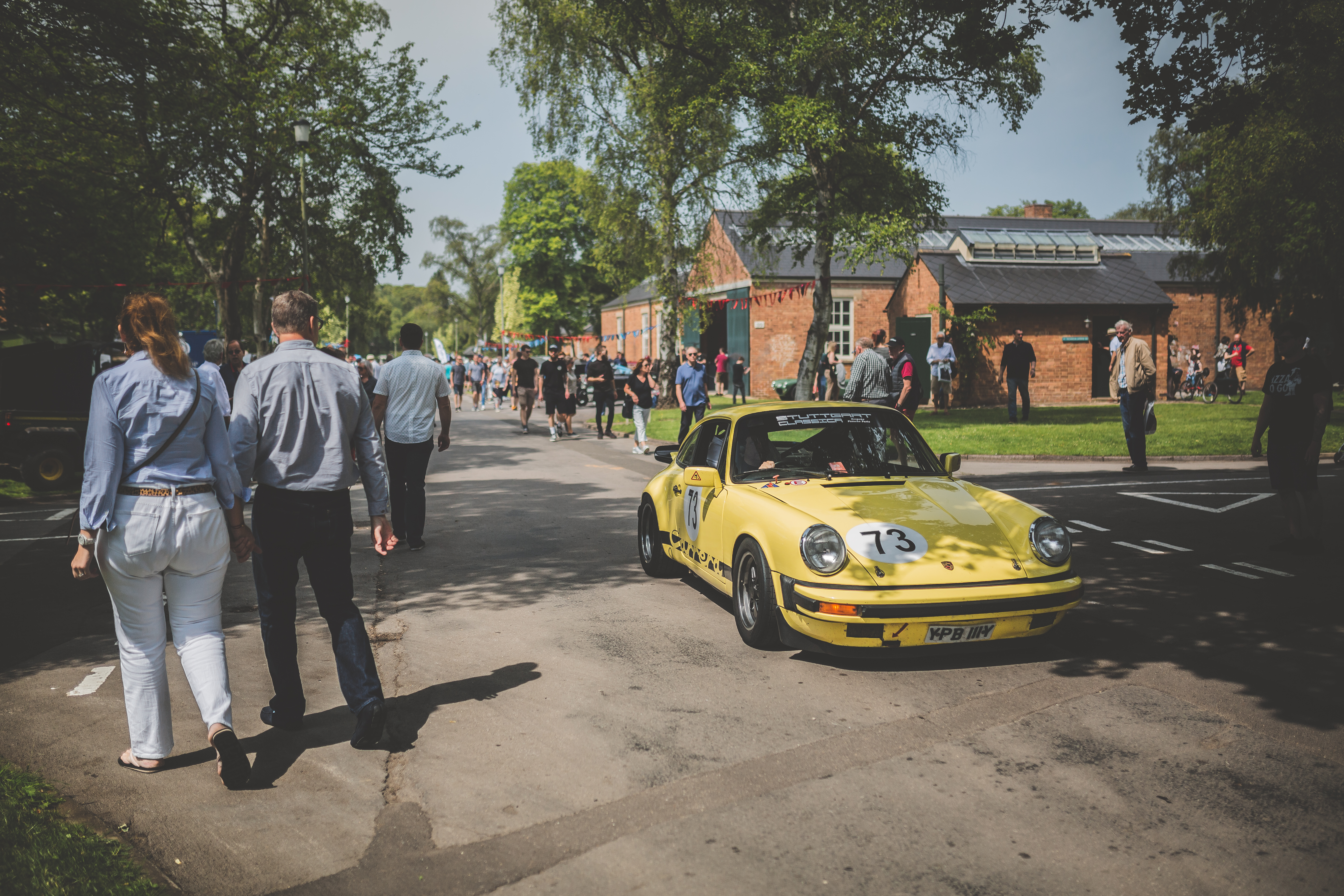
Le Scramble Sunday de juin 2019.
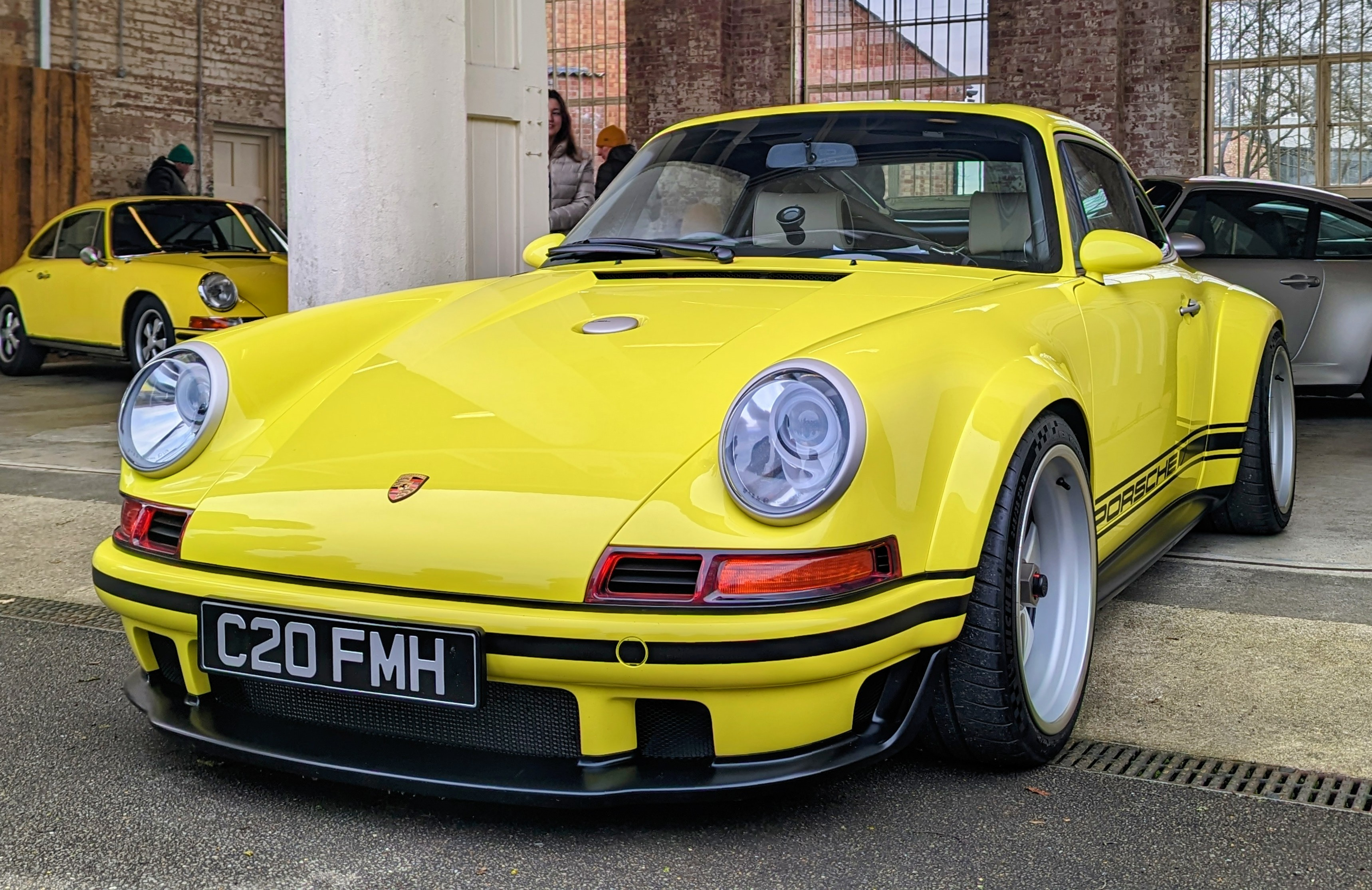
Une Porsche 911 Singer DLS exposée devant l'atelier du préparateur californien.
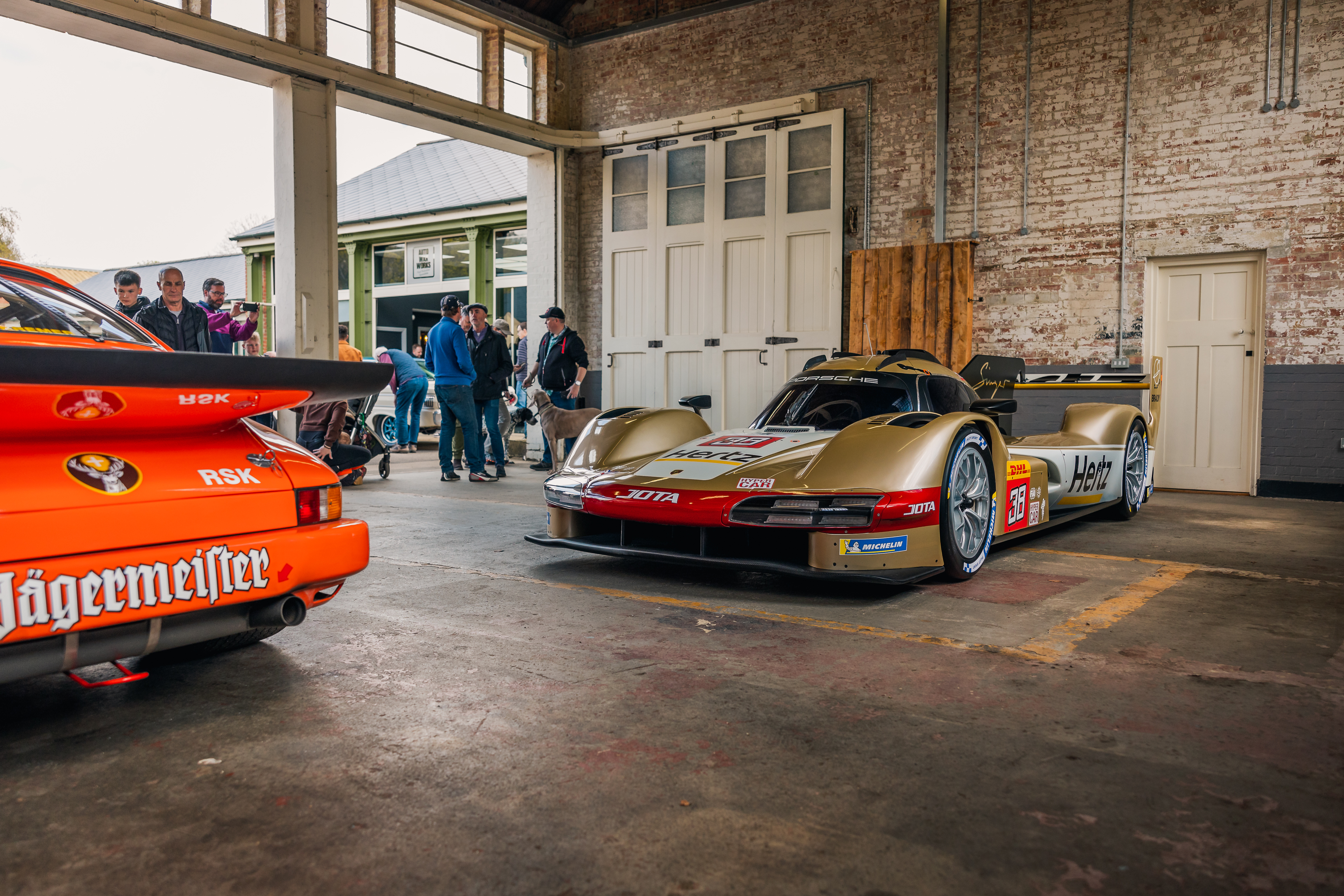
Deux Porsche d'endurance exposées au Motor Transport Yard de Bicester Heritage.
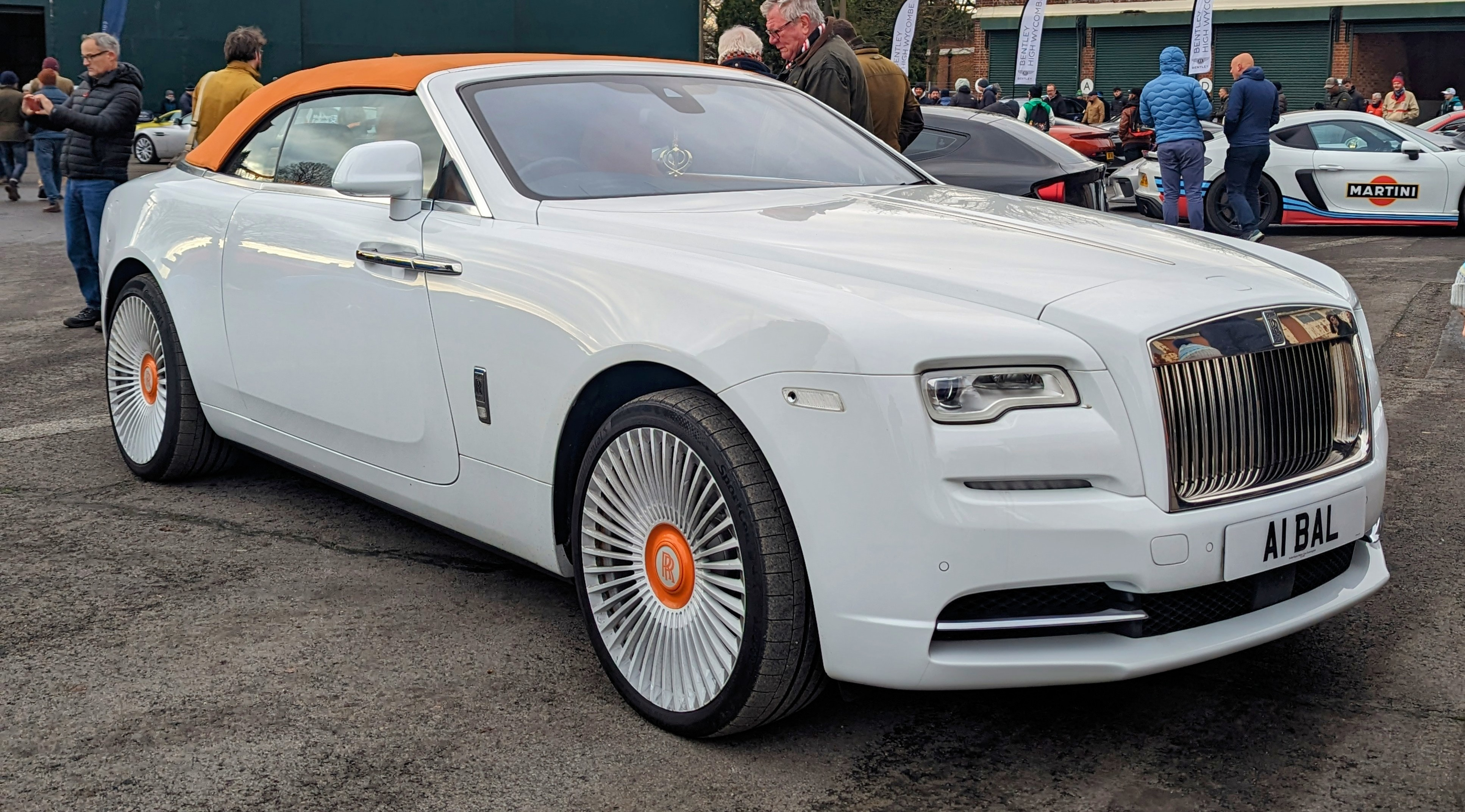
Une Rolls-Royce Dawn à Bicester Heritage.
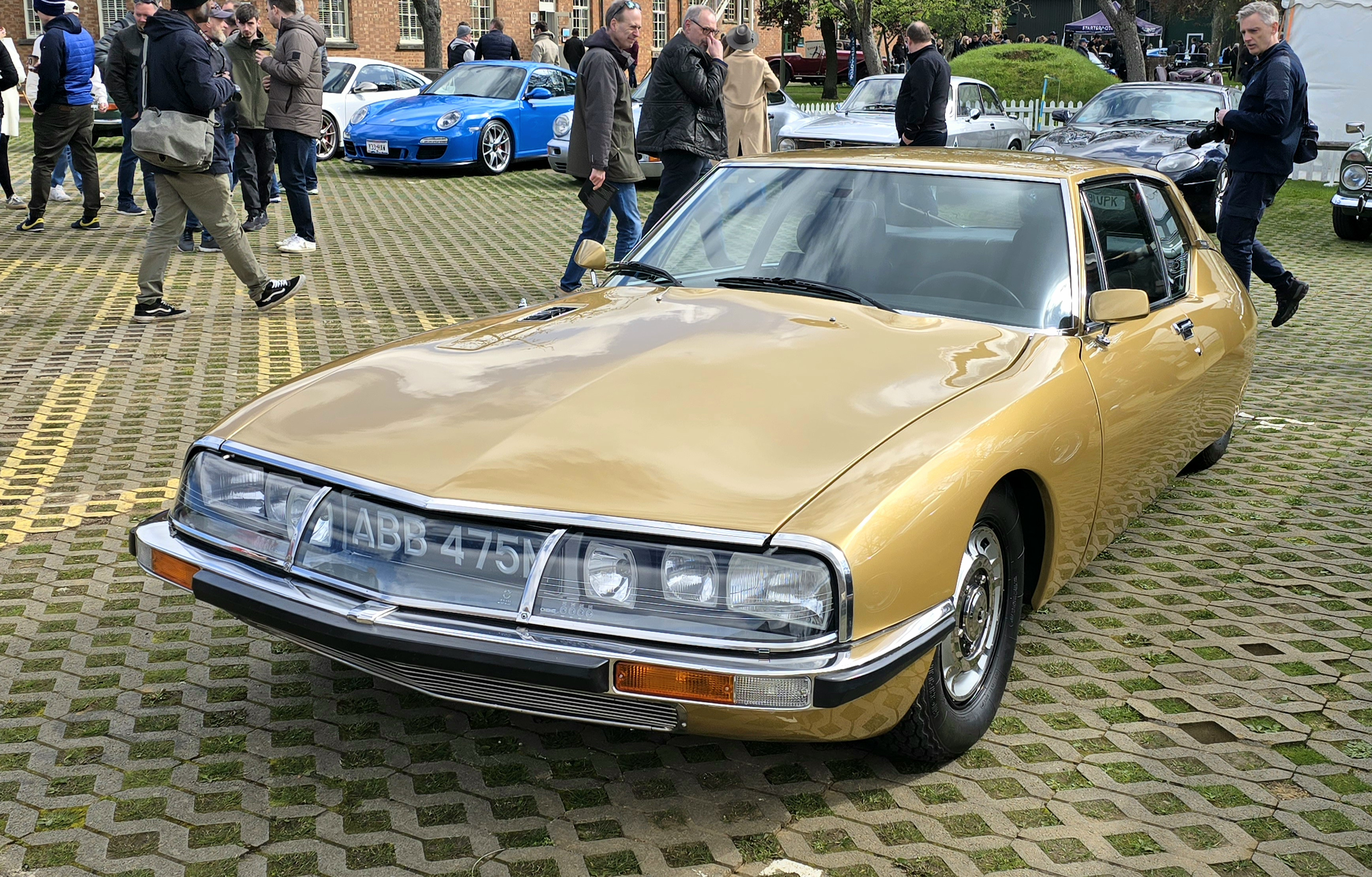
Une Citroën SM à Bicester Heritage.

## Liste des entreprises présentes à Bicester Heritage
- Austin Pedal Cars : Vente, service, restauration et communauté de voitures à pédales Austin J40 • Building 129, The Motor Bays
- Auto Wax Works : Détaillants automobiles, spécialistes de la correction et de la protection de la peinture • Building 129, The Motor Transport Wash
- Auto-Historica : Artisans carrossiers expérimentés dans les prototypes, les carrosseries sur mesure et les voitures de course historiques, de toutes les marques, dont Bugatti, les Bentley et Rolls-Royce d'avant-guerre, Ferrari et Porsche • Building 103, Link Trainer
- Bicester Aerodrome Company : Exploitant de l'aérodrome de Bicester Motion • Hangar 137
- Bicester Heritage Estate Office
- Bicester Motion HQ
- Blue Diamond Riley Services Limited : Spécialistes de la restauration, de la relance et de la redécouverte des Riley depuis plus de 40 ans • Building 90, The Main Stores
- Bonhams MPH : Ventes aux enchères spécialisée dans les véhicules anciens
- Brabham Group Limited : Constructeur automobile anglo-australien avec sa marque Brabham Automotive • Building 123, The Station Armoury
- Burlen
- Classic Performance Engineering Ltd : Spécialiste majeur de l'entretien, de la restauration et de la préparation à la course de voitures de sport classiques et historiques • Building 90, The Main Stores
- Electrogenic : Conversion de belles voitures classiques en 100% électriques • Building 118
- Finest Hour Experiences : Vues imprenables sur le patrimoine de Bicester, souvenirs inoubliables avec une flotte d'avions historiques (2 Tiger Moth et 1 Stearman), avec des vols à indice d'octane élevé dans un CAP10 • Hangar 137
- Fuzz Townshend's Classic Oils : Fabricant de lubrifiants, liquides et huiles classiques adaptés aux véhicules historiques
- Historic and Classic Vehicle Alliance (HCVA) : Rassembler les milliers de spécialistes employés dans l'industrie automobile historique pour promouvoir, soutenir et maintenir la santé et le succès à long terme du secteur. Une voix unifiée et réfléchie au sein du parlement et du gouvernement, ainsi que des médias et du grand public pour défendre l'avenir de l'industrie automobile classique
- HERO-ERA : Plateforme automobile historique multiservice accueillant des événements de renom tels que le « Peking to Paris Motor Challenge », création des rallyes nationaux pour ceux qui débutent leur parcours de rallye, assainissement du hobby des voitures classiques avec son programme de compensation carbone NET-HERO • Building 138, The Command Works
- Hagerty (assurance) (en) : Leader mondial d'assurance pour les véhicules classiques, Clubhouse pour événements, style de vie automobile, salons pour les membres, espace bar convivial et espace d'expo de véhicules, présentations de l'industrie, conférences de célébrités et des activités inspirées de la culture automobile pour les passionnés de véhicules classiques, possibilté pour les clubs de se réunir dans son club-house • Building 141b, The Command Works
- Hangar 136 : Aider à faire découvrir les merveilles de l'automobile classique à la prochaine génération de propriétaires de voitures classiques, une expérience jeune et enthousiaste aux clients souhaitant acheter ou vendre une voiture classique • Tanker Shed 136
- Harry Fraser Vehicle Upholstery : Tapissiers de véhicules anciens (mais aussi pour les classiques plus récents, les voitures modernes et quelques meubles) qui utilisent des techniques et des matériaux historiques pour obtenir des résultats fidèles à l'époque, experts dans le monde de l'intérieur et du rembourrage des véhicules, y compris les capots, la réparation des sièges et du cuir • Building 102, The Engine Test House
- Hedley Studios (anciennement The Little Car Company) : Création d'œuvres d'art emblématiques, pilotables et fonctionnelles, d'objets de collection de luxe entre art et excellence automobile, production d'art automobile en partenariat avec les marques les plus prestigieuses telles que Ferrari, Bugatti, Aston Martin et Bentley • Building 142, The Command Works
- Heritage Engineering Ltd : Fabrication de pièces détachées, usinage de composants et engrenages, pièces sur mesure en petits volumes, fraisage et tournage CNC, ingénierie « inverse » si une pièce s'avère insaisissable • Building 90, The Main Stores
- Heritage Skills Academy : Apprentissages en restauration de véhicules classiques pour le compte des principaux restaurateurs de véhicules du Royaume-Uni. HSA est soutenu par la Fédération des clubs de véhicules historiques britanniques et recrute pour des employeurs à travers le Royaume-Uni • Building 90, The Main Stores
- Hi-Speed Ltd
- Historit : Gardiens et espace de stockage de véhicules historiques, de supercars, de voitures de course et de motos, avec divers services, préparation minutieuse et soins exigeants, sécurisé et optimisation du climat • Hangar 108
- Historit Workshop
- Jordan Bespoke : Techniques avancées et approche artisanale pour la création de maroquinerie, de sacs, de produits et d'accessoires de premier plan pour des grands noms tels que Stirling Moss, Classic Team Lotus, la Fondation Ayrton Senna, Niki Lauda, Jackie Stewart et Tom Kristensen • Building 94, Western Tanker Sheds
- Kingsbury Engine Shop Limited : Spécialiste des Bentley des années 1930, restauration, préparation et entretien de Bentley vintage avec techniques modernes et patrimoniale • Building 99, The Engine Fitting Shop
- Kingsbury Racing Shop Limited : Spécialiste des Bentley des années 1930, préparation des voitures et des pilotes • Building 99, The Engine Fitting Shop
- KW Special Projects
- Legends Automotive: Concessionnaire de voitures de course, de sport et de collection, approvisionnement et vente de certaines des plus beaux exemplaires : vainqueurs de Grand Prix, icônes du Mans, voitures épiques, archétypes de voitures de sport britanniques • Building 129, The Protected Long Bay
- Loop
- Mavel
- Morgan Experience Bicester
- Motor Spirit Ltd : Installé dans l'ancien magasin de lubrifiants de la RAF, fournisseurs de lubrifiants, liquides et Tetraboost adaptés aux véhicules historiques, dont les huiles classiques Fuzz Townshend, mais aussi des produits d’entretien automobile. Fournisseur britannique de Penrite • Building 96, The Lubricant Store
- Motorsport UK : Organisation à but non lucratif, membres fondateurs de la Fédération Internationale de l’Automobile (FIA), Motorsport UK est axée sur ses membres qui englobe une communauté de 720 clubs automobiles affiliés, 30 000 titulaires de licences de compétition, 10 000 commissaires bénévoles, 4 000 officiels et une légion de spectateurs et de fans de sport auto pour servir et développer le sport • Building 141, The Command Works
- NEOM McLaren Electric Racing : Équipe engagée dans le Championnat du monde de Formule E depuis 2023 avec des monoplaces entièrement électriques, et en Extreme E, une série de courses tout-terrain entièrement électriques axées sur la durabilité[12],[13],[14],[15]
- Olliminium : Ollie Mullard d'Olliminium s'est spécialisé dans la fabrication automobile pour la route et la piste, avec des projets de développement confidentiels pour les constructeurs OEM (Fabricant d'équipement d'origine). Ollie Mullard est apparu dans la série « The Specialist » du magazine Classic & Sports Car • Building 133, Articulated Trailer Shed
- Pendine Historic Cars Limited : Vente de voitures historiques pour route et piste, spécifiquement de la période de l'immédiat après-guerre jusqu'aux années 1970, des courses édouardiennes jusqu'aux supercars des années 1990 • Building 93, The Blast House
- PhysicsX Ltd : Équipe très discrète de scientifiques et d'ingénieurs naviguant sous le radar, qui aident leurs clients à atteindre des performances gagnantes. Ils travaillent dans le sport automobile, l'aérospatiale, l'espace, le médical, les énergies renouvelables, l'IA/ML et la fabrication additive. PhysicsX a 20 ans d'expérience en tant que partenaire de huit équipes de Formule 1, des dizaines d'équipes en Moto GP, GT3 et IndyCar. À la pointe de la simulation avancée et de l'apprentissage automatique, ils innovent en déposent des brevets dans toutes les technologies • Building 143
- Polestar : Siège de l'antenne britannique du constructeur suédois de véhicules électriques. Le siège social, situé à l'étage supérieur du Bâtiment 145, comprend du personnel opérationnel, dont le centre de service client, qui accompagne les 8 000 clients équipés de Polestars sur les routes du Royaume-Uni. La vente, l'exploitation, le marketing et la communication opéreront également depuis Bicester • Building 145
- Ralle
- RH45 : Angus Forsyth et Marcus Atkinson de RH45, offrent une assurance à échelle mondiale pour voitures classiques, associé à un solide réseau de partenaires, RH45 est reconnu par les principales compagnies d'assurance telles que Hiscox, Chubb et divers syndicats de Lloyds, ainsi que par les principaux experts en rallye HERO-ERA et leur initiative NetHero • Building 145
- Robert Glover Ltd
- Ryan Edwards Exhaust Fabrication Ltd : Conception et fabrication de collecteurs et systèmes d'échappement hautes performances sur mesure pour la route et la course, modernes ou vintage, et développement de projets existants, ingénierie inverse à l'aide de gabarits et de CAO • Building 90, The Main Stores
- SWB Motorsport : Journées découverte des monoplaces de course et des véhicules militaires, expériences de conduite sur l'aérodrome dans des machines militaires adaptées, des camions MAN SV ou DAF jusqu'à un char Alvis, sans oublier le camion de pompiers • Building 111, Fire Tender House
- Singer Vehicle Design : Société californienne qui modifie des Porsche 911 avec des éléments modernes en conservant le charme d'antan de ces voitures. Depuis 2009, Singer s'est ainsi bâtie une solide réputation avec des restomods (restauration-modernisation) de Porsche 911 aussi performantes qu'exclusives. Pour Singer, Bicester Heritage est notamment le site de conception et de fabrication de la Porsche 911 Singer DLS • Building 129, Motor Transport Yard
- Sky Wave Gin : Distillerie boutique de « Sky Wave Gin » fondée par Rachel Hicks et Andrew Parsons. Sky Wave Gin a été lancé dans l'Oxfordshire en 2018 et moins de deux ans plus tard, son « Signature London Dry » est nommé meilleur gin contemporain au monde lors des World Gin Awards • Building 105, Northern Tanker Sheds
- Sports Purpose : James Turner et son équipe savent tout sur les meilleures productions de Stuttgart-Zuffenhausen, les authentiques voitures de sport Porsche ainsi que leurs rivales contemporaines. Les propriétaires et futurs propriétaires visitent Sport Purpose pour des conseils sur la voiture à acheter, une aide à la recherche, des ventes et acquisitions, une inspection et une évaluation, une assistance, la création et la gestion d'événements, etc • Building 130, The Special Repair Shop, Motor Transport Yard
- StarterMotor : Association caritative automobile qui travaille pour voir la prochaine génération de jeunes conduire, entretenir et apprécier les voitures historiques, en les soutenant dans leurs ambitions et en favorisant l'accès aux autos classiques. Ceci afin d'éviter que le monde de l’automobile classique change, voire disparaîsse. StarterMotor estime que le monde des voitures anciennes constitue un refuge à l'ère numérique, offrant plaisir, aventure et communauté. C'est un lieu d'appartenance où l'amitié, l'intérêt commun et le plaisir mécanique sont naturels, et où les choses sont réparées et non jetées • Building 123, The Station Armoury
- Station Chaplain
- The Little Car Company
- The MG Automobile Company
- The Motor Shed Limited : Spécialiste des classiques vintage et d'après-guerre, avec une variété de véhicules en stock, allant des Austin et Alvis d'avant-guerre aux Triumph et Jaguar Type-E d'après-guerre, Mark Elder prodigue aux acheteurs conseils et assistance pour le choix de la bonne voiture, mais aussi montrer comment la maîtriser, grâce à un savoir-faire issu des circuits de course européens à bord de toutes les versions d’Austin Sevens • Building 135
- The Production Bunker
- The Road Rat Magazine : Un nouveau genre de magazine automobile, pas trop obsédé par les détails des vieilles voitures, ni trop impressionné par les performances des nouvelles. Le Road Rat croit plutôt fermement qu'il existe de bonnes histoires – de vraies histoires, des histoires à consommer avec délectation – à la fois dans l'ancien et dans le nouveau, ainsi que dans la course. Mais The Road Rat croit avant tout à la gloire des magazines, les magazines luxuriants, beaux, précieux, à collectionner et bien conçus. Pesant plus d'1 kg, le Road Rat est plus un livre qu'un magazine, un recueil intemporel pour conserver les plus grandes histoires du passé, du présent et du futur de l'automobile, sur route comme sur piste • Building 92, The Parachute Store
- TwentySeven Works : Spécialistes du digital, de la technologie numérique, du marketing de contenu et des médias sociaux pour le premium, le luxe et l'automobile, TwentySeven Works crée des sites Web attrayants et des stratégies numériques qui recherchent et orchestrent de nouveaux clients pour les marques haut de gamme et de luxe. C'est également l'architecte de l'organisation derrière « Scramblers », le club membre de Bicester Heritage • Building 94, The Tanker Sheds
- Vintage Car Radiator Company : Fondée en 1998 sous le nom « Vintage Car Heater Company », c'est la seule entreprise au monde à fabriquer les 28 types différents de radiateurs d'avant-guerre. Le travail du fabricant se mêle aux projets des consommateurs. Le radiateur est souvent la première chose que l’on voit sur une voiture de collection. L'entreprise est en mesure de fabriquer 26 modèles différents de noyaux d'équipement d'origine ou de créer de nouvelles unités et composants. C'est aussi la maison de Rob Smith Motorsport • Building 99, Main Workshops
- Vintage Magnetos : Magnéto sage, restaurateur, fournisseur et fabricant d'avions et de voitures, travail délicat et enrichissant. Une fiabilité moderne est intégrée à chaque magnéto ou élément qui entre et sort du bâtiment de Vintage Magnetos • Building 94, The Western Tanker Sheds
- Vintage Tyres : Société spécialiste des modèles de pneus anciens, propose une vaste gamme de pneus adaptés aux voitures et motos de tous âges
- Wriggly Monkey Brewery
- Zapp Electric Vehicles : Fondée en 2017, Zapp EV conçoit et fabrique des motos électriques performantes. Le Zapp Experience Center est un lieu où les clients peuvent construire et spécifier leur vélo en fonction de leurs exigences et préférences exactes, ainsi que tester l'i300 sur les routes environnantes et sur la piste d'essai de Bicester. Il en est de même pour les autres produits Zapp EV. Le centre sert également de centre mondial de formation commerciale et technique pour le réseau de revendeurs agréés de Zapp • Building 149, The Command Works
- Zero Petroleum : Conception et fabrication de carburants 100 % sans fossiles, destinés à l'aviation et à l'automobile, fabriqués uniquement à partir d'air et d'eau. Zero Petroleum a créé un centre technologique « Laboratory Zero » et son installation à Bicester Heritage offre 10 000 pieds carrés d’espace mixte de laboratoire et d’ingénierie

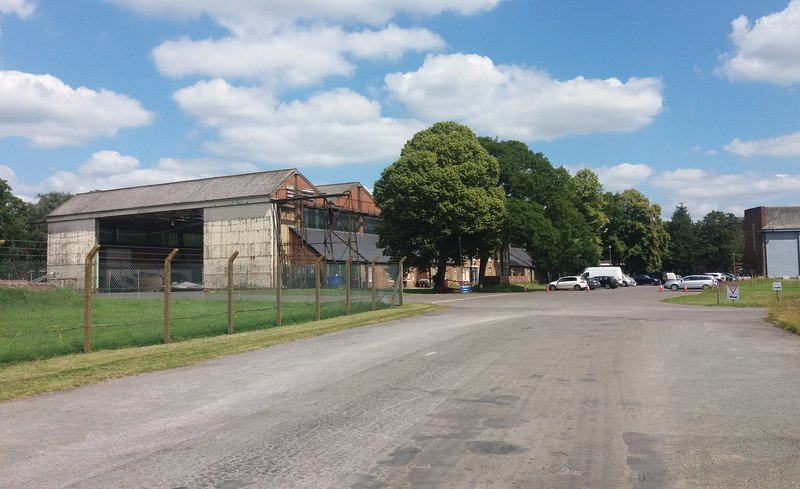
Le vieil Hangar 137, siège de la Bicester Aerodrome Company, abrite les avions des pilotes locaux.
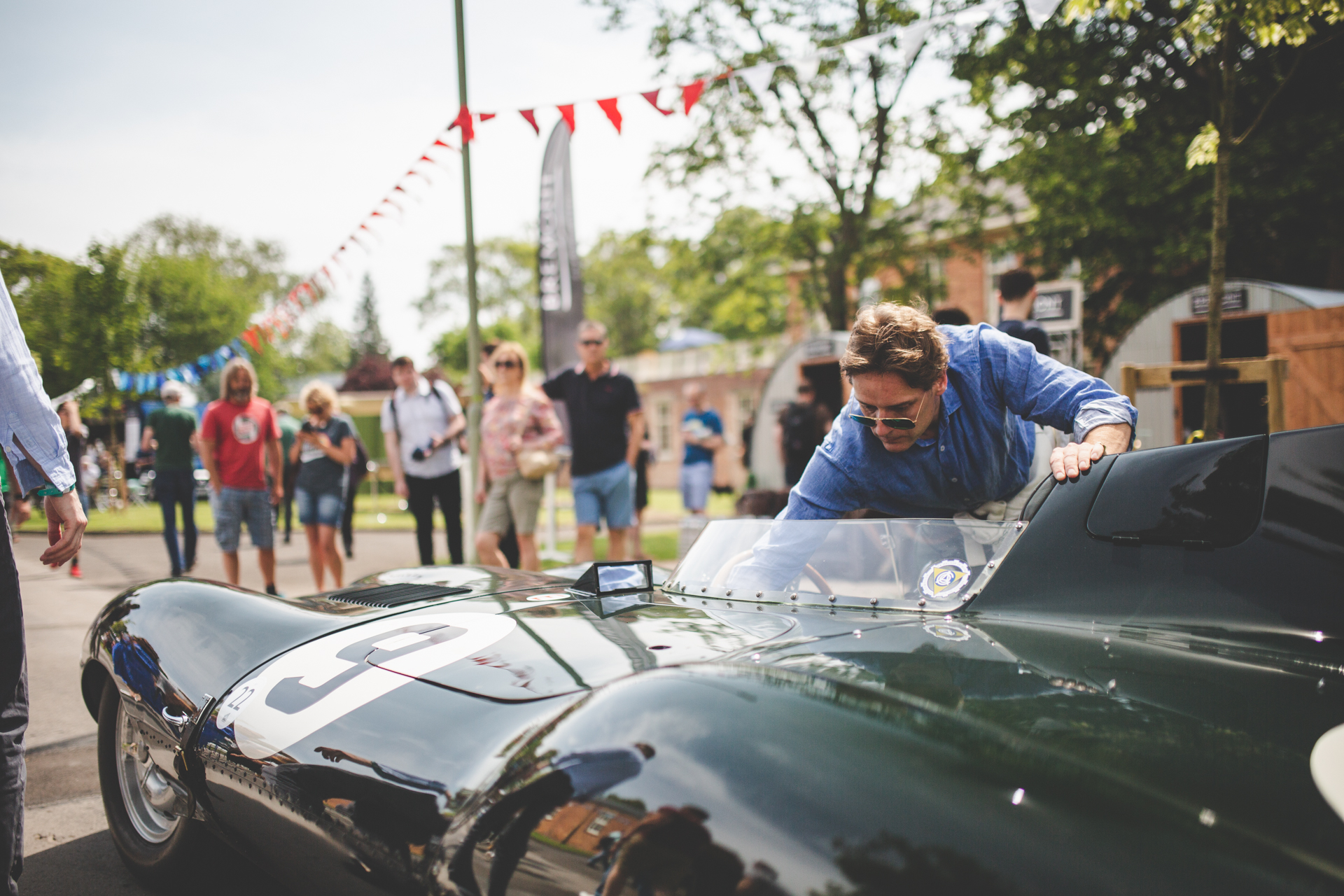
Une Jaguar Type D, restaurée et entretenue par Classic Performance Engineering Ltd, exposée lors d'un Scramble.
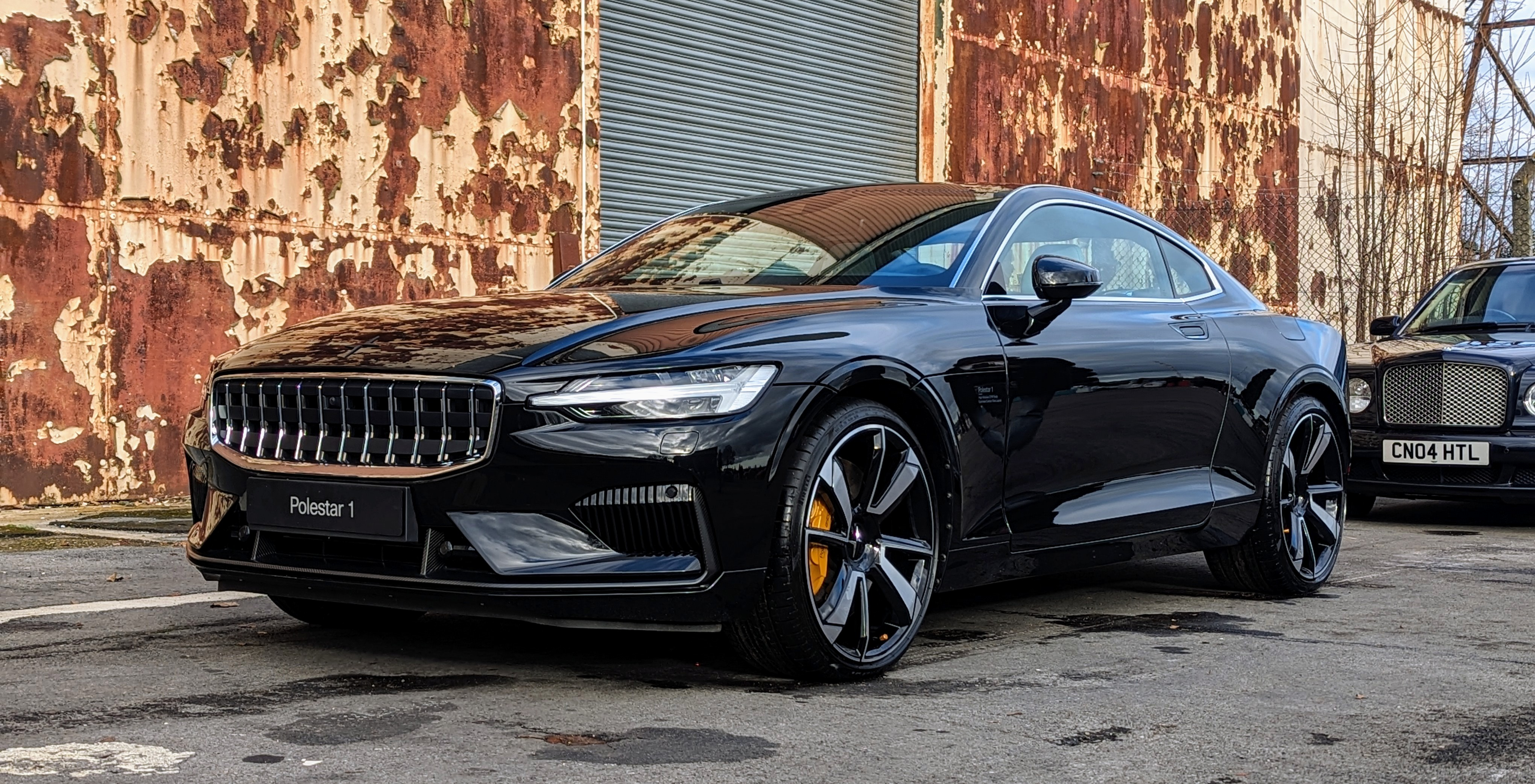
Une Polestar 1 …
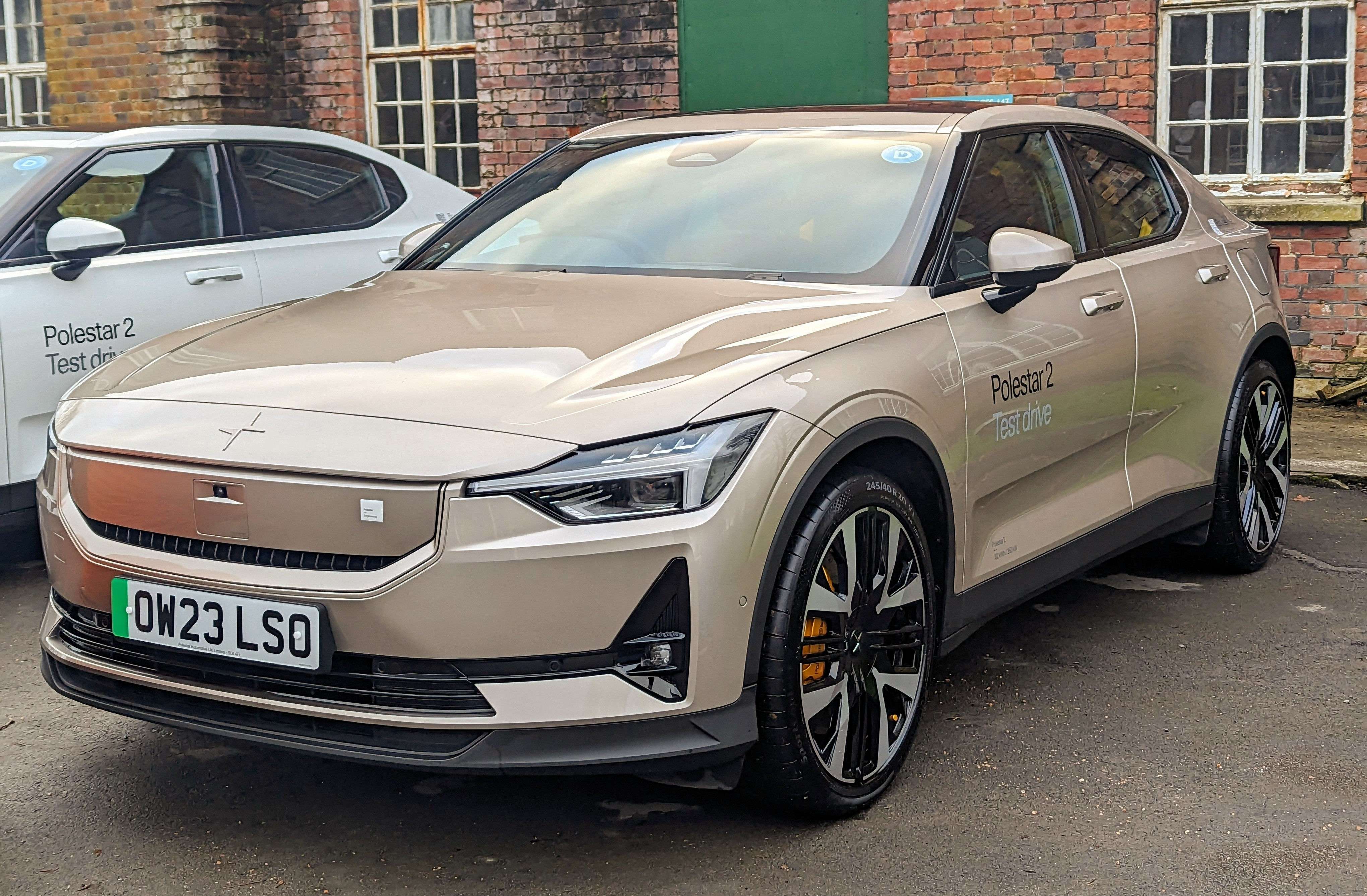
… et Polestar 2 à Bicester Heritage.
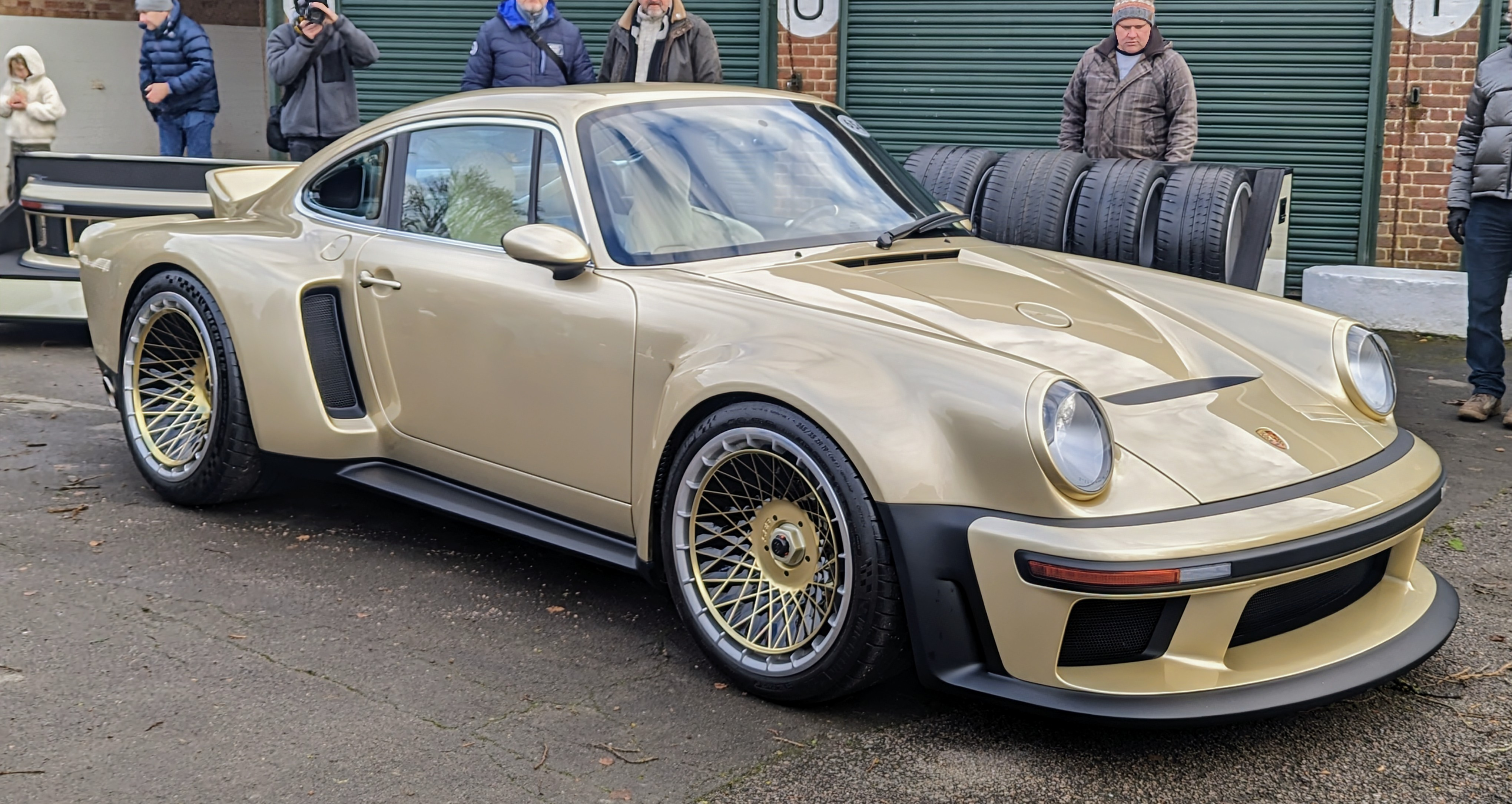
Porsche 911 Singer DLS Turbo exposée au Motor Transport Yard à Bicester Heritage.